# Thomas Todd

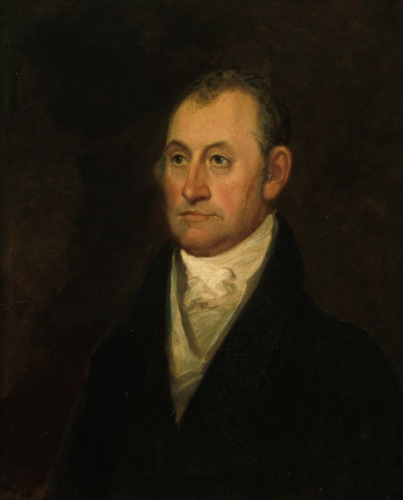
Das offizielle Bildnis von Thomas Toddals Richter des Obersten Gerichtshofes

Thomas Todd (* 23. Januar 1765 in King and Queen County; † 7. Februar 1826 in Frankfort, Kentucky) war ein amerikanischer Jurist und von 1807 bis 1826 Richter am Obersten Gerichtshof der Vereinigten Staaten.

## Leben und Familie
Todd wurde als jüngstes von fünf Kindern in King and Queen County geboren. Seine Eltern starben früh. Mit sechzehn diente er für sechs Monate im Amerikanischen Unabhängigkeitskrieg. Nach seiner Rückkehr besuchte er die Liberty Hall Academy, eine Vorläuferin der Washington and Lee University in Lexington. Aufgrund seiner Tätigkeit als Tutor bekam er dort freie Kost und Logis und wurde in Rechtswissenschaften unterrichtet. Zudem studierte er Vermessungstechnik.
Als sein Cousin Harry Innes 1783 zum Richter am Obersten Gerichtshof von Virginia ernannt wurde, zog Todd nach Kentucky County, der damals noch zum Bundesstaat Virginia gehörte. Zwar erhielt er 1783 seine Anwaltszulassung, arbeitete jedoch zunächst als Gerichtsstenograph.
Verheiratet war Todd in erster Ehe mit Elizabeth Harris, mit der er fünf Kinder hatte, darunter Charles Stewart Todd. 1812 heiratete er Lucy Payne Washington, die jüngere Schwester von Dolley Madison und Witwe von George Steptoe Washington, einem Neffen von Präsident George Washington. Nach Angaben des Weißen Hauses handelte es sich bei dieser Hochzeit um die erste, die dort stattfand. Aus der zweiten Ehe gingen drei Kinder hervor.

### Karriere
Todd nahm als Gerichtsschreiber in den Jahren 1784 bis 1792 an fünf Verfassunggebenden Versammlungen teil. Als Kentucky 1792 in die Union der Nordstaaten aufgenommen wurde, arbeitete er zunächst beim neu entstandenen Landesparlament und wurde nach Entstehen des Kentucky Court of Appeals als damals höchstes Gericht im Bundesstaat 1789 zum Leiter der Kanzlei ernannt. 1801 wurde Todd dann Richter an diesem Gericht und war ab 1806 dessen Vorsitzender.

### Ernennung zum Bundesrichter

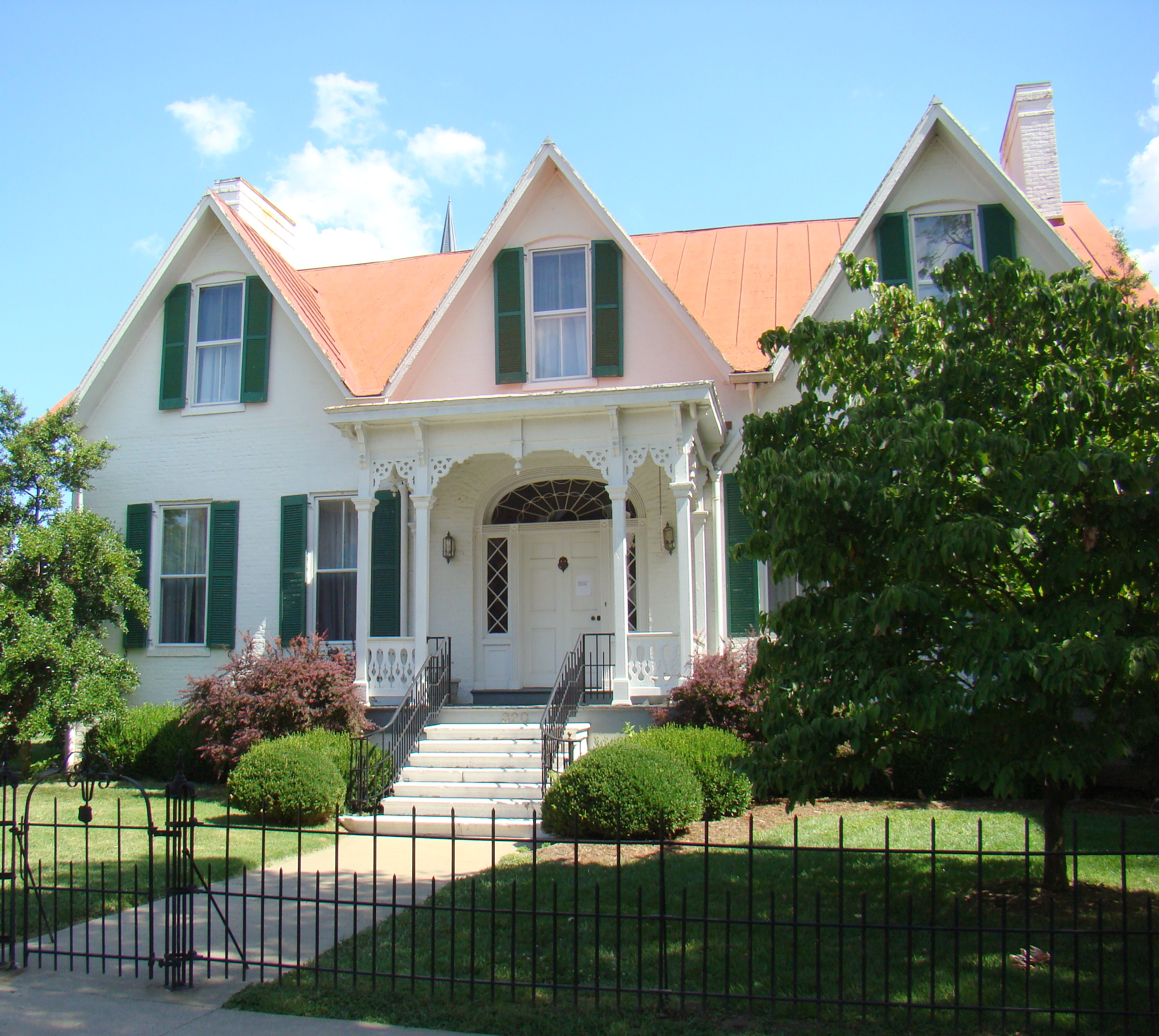
Thomas Todd House in Frankfort

Nachdem der Kongress die Zahl der Richter am Obersten Gerichtshof auf sieben erhöht hatte, ernannte Thomas Jefferson Todd 1807 zum Bundesrichter. Diese Stelle hatte Todd bis zu seinem Tod 1826 inne. Er wurde auf dem Familienfriedhof der Innes beigesetzt, später jedoch auf den Friedhof von Frankfort umgebettet.

## Arbeit als Bundesrichter
Während der Amtszeit Todds am Obersten Gerichtshof der Vereinigten Staaten war John Marshall dessen Präsident. Todd war Mitglied der Demokratisch-Republikanischen Partei von Thomas Jefferson. Auch wenn Marshall und er unterschiedliche politische Ansichten hatten, so schloss sich Todd doch zumeist der juristischen Argumentation des Gerichtspräsidenten an. Todd verfasste während seiner gesamten Amtszeit nur 14 Urteile, wovon sich zehn mit Fällen aus dem Grundstücksrecht befassten.

## Hinterlassenschaften
Im Zeitpunkt seines Todes war Todd Besitzer vieler Grundstücke in Frankfort. Neben seinem Haus gehörten ihm über 29.000 Quadratmeter Land. Zudem war er Miteigentümer der Kentucky Turnpike, der ersten Mautstraße westlich der Alleghenies. Nachdem jedes seiner Kinder einen Teil des Vermögens erhalten hatte, blieben noch immer Grundstücke im Wert von $70,000 übrig.
Todds Aufzeichnungen werden an verschiedenen Stellen verwahrt:
- Cincinnati Historical Society, Cincinnati.
- The Filson Historical Society, Louisville.
- University of Kentucky, Margaret I. King Library, Lexington.[5]

## Weiterführende Literatur
- Abraham, Henry J., Justices and Presidents: A Political History of Appointments to the Supreme Court. 3d. ed. (New York: Oxford University Press, 1992). ISBN 0-19-506557-3.
- Cushman, Clare, The Supreme Court Justices: Illustrated Biographies,1789-1995 (2nd ed.) (Supreme Court Historical Society), (Congressional Quarterly Books, 2001) ISBN 1-56802-126-7; ISBN 978-1-56802-126-3.
- Frank, John P., The Justices of the United States Supreme Court: Their Lives and Major Opinions (Leon Friedman and Fred L. Israel, editors) (Chelsea House Publishers, 1995) ISBN 0-7910-1377-4, ISBN 978-0-7910-1377-9.
- Hall, Kermit L., ed. The Oxford Companion to the Supreme Court of the United States. New York: Oxford University Press, 1992. ISBN 0-19-505835-6; ISBN 978-0-19-505835-2.
- Martin, Fenton S. and Goehlert, Robert U., The U.S. Supreme Court: A Bibliography, (Congressional Quarterly Books, 1990). ISBN 0-87187-554-3.
- Urofsky, Melvin I., The Supreme Court Justices: A Biographical Dictionary (New York: Garland Publishing 1994). 590 pp. ISBN 0-8153-1176-1; ISBN 978-0-8153-1176-8.